# SN 2001dt
SN 2001dt – supernowa typu Ia odkryta 23 sierpnia 2001 roku w galaktyce UGC 12558. W momencie odkrycia miała maksymalną jasność 18,20m.